# 姚萍
姚萍（Yao Ping，?年7月13日---1980年），原名姚尚樸，籍貫廣東省，客家人，身高5呎7吋（1.7公呎），體重170磅（77公斤），南洋馬來亞檳城華僑，回中華民國前，曾經在暹羅宋卡府及馬來亞柔佛州當教師，上海市暨南大學畢業，歌手及電影演員。20世紀30年代初期已在上海參演國語電影，為馬徐維邦導演的《夜半歌聲》（1937年）作幕後代唱，因而聲名大噪。同年轉赴香港轉拍粵語片，香港粵語片處男作是《自梳女》（1937年12月），拍片200多齣。1953年赴新加坡，加入「香港歌藝團」，四處巡迴演出，亦參予廈語片的工作。1970年回港後，簽3年合約加盟邵氏兄弟公司，住在清水灣道宿舍。1971年為「震遠唱片公司」在九龍觀塘物華街35號二樓，訓練歌唱人材，並編寫一部新風格歌舞片劇本及撰曲。
合約完成後回新加坡繼續教師工作, 1980年在住所去世。

## 姚萍的家人
姚萍在1937年經盲婚噁嫁娶得上海髮妻伍瓊芳；兩人在1936年 產下兒子姚瑞仁（伍仁義），住在九龍油麻地吳松街182號二樓。

## 外部連結
- 香港電影資料館有關姚萍參演電影的記錄[永久]
- 香港影庫：姚萍（页面存档备份，存于）
- 姚萍的演出片斷